# Lupinus alaristatus
Lupinus alaristatus är en ärtväxtart som beskrevs av Charles Piper Smith. Lupinus alaristatus ingår i släktet lupiner, och familjen ärtväxter. Inga underarter finns listade i Catalogue of Life.